# Anders Nordenflycht
Anders Nordenflycht, född 25 maj 1710, död 1762 i Ryssland, var en svensk bruksägare.

## Biografi
Anders Nordenflycht var son till kamreraren i Kammarkollegium Anders Andersson Nordbohm, adlad Nordenflycht, och bror till Hedvig Charlotta Nordenflycht. Efter att ha studerat vid Uppsala universitet blev han 1730 auskultant i Kommerskollegium och samma år notarie där. Han var dessutom kammarherre vid hovet. År 1736 anlade han på fädernegården Viby en kniphammarsmedja med fyra små hamrar och ett skärverk för tillverkning av stångjärn. Därefter satte han igång en rad andra industriprojekt på Viby men kom genom sin ohejdade företagsamhet på obestånd. År 1739 måste han sälja egendomen och följande år emigrerade han till Kurland, där han slutligen blev Oberbergdirektor.

## Familj
Nordenflycht var gift två gånger. I hans första äktenskap – med Jakobina Lohe – föddes en son, och i hans andra äktenskap – med Fredrika Juliana von Auerbach – föddes fyra barn. Bland dem märks generalbergverksdirektören Fürchtegott Leberecht von Nordenflycht  och Benigna Nordenflycht som var sällskapsdam hos grevinnan Schulemburg vid hovet i Storhertigdömet Mecklenburg-Strelitz.

### Webbkällor
- Nordenflycht, 1. Anders i Svenska män och kvinnor (1949)